# Приходько, Геннадий Николаевич
Генна́дий Никола́евич Прихо́дько (укр. Геннадій Миколайович Приходько; род. 14 августа 1973, Ингулец, Днепропетровская область) — советский, украинский футболист и тренер, мастер спорта Украины.

## Футбольная биография

### Карьера игрока
Футболом Геннадий начинал заниматься в родном городе Ингулец, где постигал азы игры занимаясь с отцом, позже продолжил футбольное обучение в специализированном классе. Через некоторое время переехал в Киев, где учился в Республиканской спортивной школе-интернате (РСШИ).
После окончания спортшколы, в 1990 году юный футболист был зачислен в команду мастеров «Динамо» (Белая Церковь), выступавшую во второй лиге под руководством заслуженного мастера спорта Владимира Онищенко. В своём дебютном сезоне, Геннадий принял участие в 8 поединках. В последнем союзном первенстве 1991 года, Приходько уже был игроком основного состава, играя на позиции опорного полузащитника. Со следующего года, белоцерковская команда, получив новое название «Рось», стартовала в первой лиге чемпионата Украины, по итогам которого коллектив финишировал на 4 месте в своей подгруппе.
Отыграв ещё один сезон в команде из Белой Церкви, полузащитник перешёл в высшелиговый «Кривбасс», куда его пригласил, возглавлявший команду, тренер Игорь Надеин. Дебютировал Геннадий в элитном дивизионе 8 августа 1993 года, в гостевом поединке против луганской «Зари», заменив во втором тайме Игоря Литвиненко. В следующих нескольких матчах чемпионата, полузащитник ограничился выходами на поле во втором тайме, лишь в домашнем поединке 5 тура против одесского «Черноморца», наставник впервые доверил место в стартовом составе молодому футболисту. Со временем Приходько стал твёрдым игроком основы «Кривбасса», занимая на поле позицию оттянутого центрального полузащитника. Несмотря на игру в середине поля, забитыми голами Геннадий отличался не часто, больше работая на оборону и организацию атак с глубины поля. Свой дебютный гол в высшей лиге Приходько забил в сезоне 1995/96, в матче 6 тура «Кривбасс» — «Днепр», поразив ворота днепропетровца Николая Медина. В домашнем поединке второго круга против «Зари-МАЛС», отличился и вторым голом в элите, на этот раз переиграв, защищавшего ворота луганчан Юрия Малыгина, с одиннадцатиметровой отметки. Невзирая на частые смены главных тренеров, происходивших в «Кривбассе» середины 1990-х годов, Приходько продолжал стабильно выходить на футбольное поле, являясь основным опорным полузащитником команды.
Перед началом сезона 1997/98, коллектив из Кривого Рога возглавил Олег Таран. В первой части чемпионата Геннадий продолжал играть в стартовом составе, вместе с «Кривбассом» пробился в полуфинал Кубка Украины, где команде довелось противостоять киевским динамовцам, преградившими краворожанам путь к решающему матчу. Во втором круге Геннадий стал реже выходить на поле в стартовом составе, наставник постепенно стал делать ставку в опорной зоне на других футболистов.
По окончании сезона полузащитник принимает решение покинуть команду, перебравшись в запорожское «Торпедо», выступавшее в первой лиге под руководством тренера Леонида Колтуна. Перед торпедовцами была поставлена задача, выйти в высшую лигу, с которой команда успешно справилась, по итогам сезона заняв проходное, третье место. Весомый вклад в успешное выступление коллектива внёс и Приходько, сыгравший в первенстве 34 матча. Но из-за финансовых проблем клуба, сыграть в элитном дивизионе торпедовцам так и не довелось. К тому времени, бывший наставник команды Леонид Колтун, уже возглавлял днепропетровский «Днепр». Вскоре наставник днепрян пригласил в свою команду и Приходько, возможности которого хорошо знал. Но уже после стартовых матчей чемпионата 1999/2000, Колтуна на тренерском мостике сменил Николай Федоренко. Приходько отыграл за «Днепр» первую часть сезона, после чего перебрался в другой клуб высшей лиги — кировоградскую «Звезду», с которой пробился в полуфинал Кубка Украины, где кировоградская команда уступила бывшему клубу Геннадия, «Кривбассу».
Летом 2000 года Приходько переходит в латвийский клуб «Динабург», который возглавлял молодой украинский тренер, бывший партнёр Геннадия по «Кривбассу», Роман Григорчук. В чемпионате клуб из Даугавпилса финишировал на 4 месте, а в 2001 году вышел в финал Кубка Латвии, где уступил рижскому «Сконто» 0:2. С латвийским клубом Приходько дебютировал в еврокубковых турнирах, сыграв семь поединков в Кубке Интертото, а также в августе 2001 года провёл две игры в Кубке УЕФА, где его команда противостояла хорватскому «Осиеку». В первом матче «Динабург» уступил на своём поле 1:2. Не смогла команда отыграться и в ответной встрече, пропустив досадный гол с пенальти, назначенный за игру рукой в своей штрафной Приходько.
Вернувшись на Украину, сезон 2002/2003 Геннадий провёл в футбольном клубе «Александрия». По окончании сезона, из-за финансовых проблем, клуб снялся с соревнований, а Приходько перебрался в винницкую «Ниву», куда его пригласил наставник команды — Роман Покора, до этого тренировавший александрийцев. Отыграв сезон за винницкий клуб, где опытный полузащитник был одним из лидеров команды, Геннадий возвратился в Кривой Рог, продолжив выступления за местный «Горняк» игравший во второй лиге. Весной 2005 года перешёл в «Александрию», откликнувшись на приглашение в очередной раз возглавившего команду Романа Покоры. Отыграв за «горожан» второй круг сезона 2004/2005, Геннадий Приходько принимает решение завершить профессиональную игровую карьеру.

### Карьера тренера
Тренерскую профессию Геннадий Николаевич начал осваивать в дублирующем составе «Кривбасса», куда его пригласил своим помощником, возглавлявший резервистов бывший одноклубник — Андрей Купцов. С 2007 года тренировал команду «Кривбасс-3», составленную из молодых футболистов клуба.
В начале мая 2010 года, Геннадий Приходько назначен на должность главного тренера команды «Горняк» (Кривой Рог). Инициатором приглашения на тренерский пост молодого наставника выступил президент клуба Константин Караманиц. Перед новым тренером была поставлена задача создать боеспособный коллектив, способный вести борьбу за высокие места. Уже в сезоне 2010/2011 подопечные Приходько финишировали на 5 месте в своей группе второлигового турнира, а в следующем первенстве заняли 4 строчку в турнирной таблице, что на то время стало лучшим результатом команды за весь период выступлений среди профессиональных клубов. Ещё более удачным для «Горняка» выдался сезон 2013/2014, в котором согласно регламенту сразу четыре команды получали право повыситься в классе. Коллектив Приходько на протяжении всего турнира находился в группе лидирующих команд и в итоге, финишировав на 4 позиции, досрочно за тур до окончания первенства завоевал путёвку в первую лигу.
В 2017 году Приходько получил тренерскую лицензию категории «Pro».

## Семья
Сын Клим также стал профессиональным футболистом

## Достижения
- Финалист Кубка Латвии: 2001
- Полуфиналист Кубка Украины: 1997/98, 1999/00